# Festival RTP da Canção 2021
O Festival RTP da Canção 2021 foi o 54º Festival RTP da Canção. A primeira semifinal teve lugar no dia 20 de fevereiro e a segunda no dia 27 de fevereiro, nos estúdios da RTP, em Lisboa. Excecionalmente, devido à pandemia da covid-19, a final foi também realizada nos estúdios da RTP e sem público, no dia 6 de março.
Pela primeira vez na história do Festival RTP da Canção não ganhou uma música em português (neste caso, foi uma canção em inglês). 

## Locais
| Lisboa | Lisboa           |
| Lisboa | Estúdio 1 da RTP |
| Lisboa | Estúdio 1 da RTP |

## Apresentadores
Nesta edição do Festival da Canção, cada etapa foi apresentada por uma dupla de apresentadores, ao qual se juntou um repórter na green room. Jorge Gabriel e Sónia Araújo foram os apresentadores da 1.ª semifinal,  José Carlos Malato e Tânia Ribas de Oliveira a dupla da 2.ª semifinal, e  Filomena Cautela e Vasco Palmeirim apresentaram a Final do Festival da Canção 2021. Inês Lopes Gonçalves foi a repórter da green room ao longo de toda a edição.

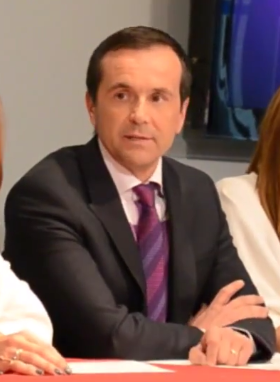
Jorge Gabriel
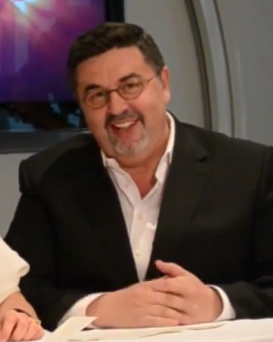
José Carlos Malato
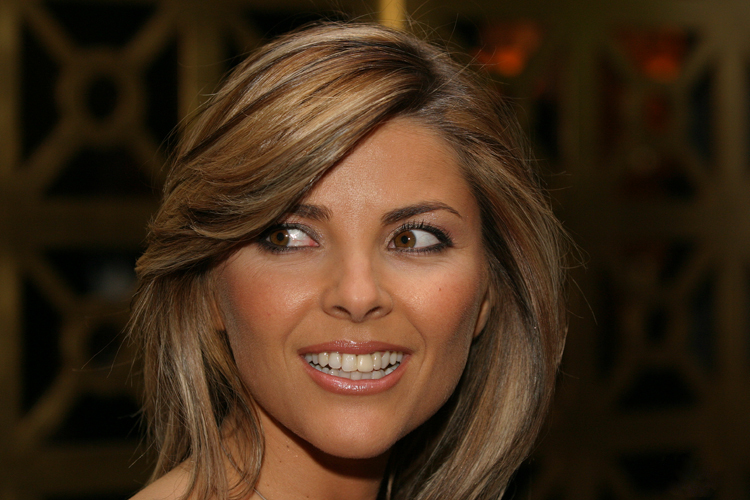
Sónia Araújo
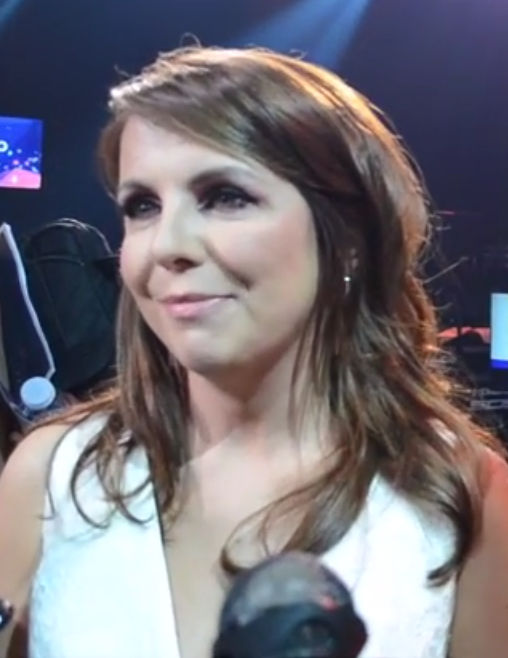
Tânia Ribas de Oliveira
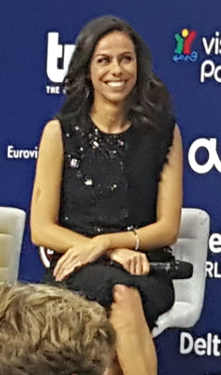
Filomena Cautela

## Jurados
Um grupo de 6 jurados convidados pela RTP compôs o júri desta edição. Este júri foi responsável por 50% da votação nas duas semifinais do Festival da Canção 2021 e foi constituído por: Marta Carvalho, NBC, Paulo de Carvalho, Rita Carmo, Rita Guerra, e Vanessa Augusto.

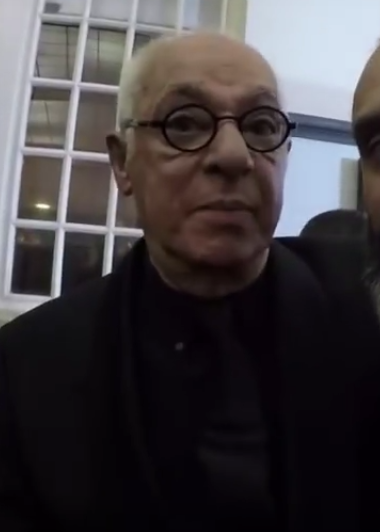
Paulo de Carvalho
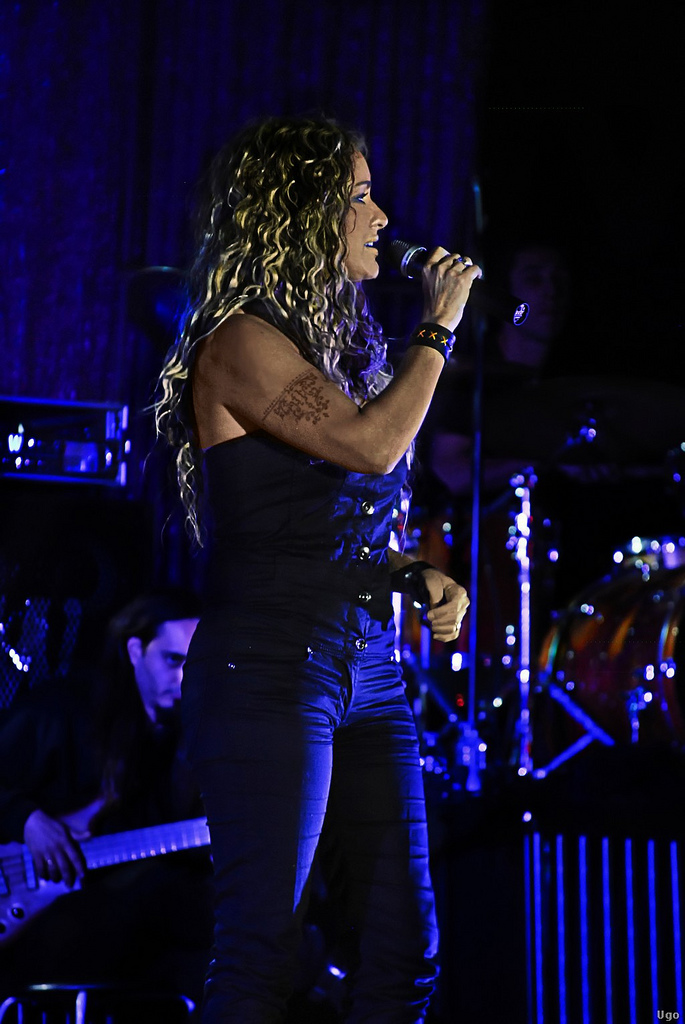
Rita Guerra

Marta Carvalho: Cantora e compositora e com talento já devidamente reconhecido, foi a autora de “Medo de Sentir”, a canção que, na voz de Elisa, venceu em Elvas a grande final da edição de 2020 do Festival da Canção.
Paulo de Carvalho: A completar 50 anos de carreira a solo, à qual junta os anos que antes viveu com os Sheiks, passou por diversas vezes pelo Festival da Canção, que venceu nas edições de 1974 e 1977 (aqui integrando Os Amigos).
Rita Guerra: Voz de referência na música portuguesa, com obra em disco desde 1990, passou por diversas vezes (competindo ou atuando extraconcurso) pelo festival. Representou Portugal na Eurovisão em 2003.
NBC: NBC é o nome artístico de Timóteo Santos, cantor de origem santomense com uma obra em disco que vai a caminho dos 20 anos. Em 2019 concorreu ao Festival da Canção, terminando a final em 2º lugar.
Vanessa Augusto: É uma das vozes que habitualmente podemos escutar nas emissões da Antena 3. Nos últimos anos foi um dos rostos na apresentação do programa “Eléctrico”, da RTP1, que vive de atuações ao vivo.
Rita Carmo: Fotógrafa, criou uma relação particular com a música portuguesa não só através de sessões e reportagens para o jornal (e depois revista) BLITZ, mas também em inúmeros trabalhos usados em capas de discos.

## Concorrentes
Esta edição segue o mesmo formato das anteriores, mas, desta vez, contou com 20 canções a concurso (mais quatro do que nos anos anteriores), 10 em cada semifinal.

### Compositores
A RTP convidou 18 compositores para que apresentassem uma canção original e inédita, sendo estes os responsáveis por definir os respetivos intérpretes para as suas canções.
As restantes duas vagas de compositores resultaram da abertura a candidaturas espontâneas de canções originais e inéditas com uma duração máxima de três minutos. Aqui, puderam concorrer todos os cidadãos de nacionalidade portuguesa ou residentes em Portugal, tivessem ou não trabalhos publicados, o que inclui os portugueses que vivam fora do país, assim como os cidadãos dos PALOP ou de outras nacionalidades que residam em Portugal. Foi constituído um júri para as avaliar, sendo os concorrentes vencedores convidados a apresentá-las a concurso nesta edição.
Assim, foram convidados pela RTP os seguintes artistas / compositores:
| - Anne Victorino d'Almeida - Carolina Deslandes - Da Chick - Fábia Maia - Filipe Melo - Helder Moutinho | - IAN - IRMA - Joana Alegre - João Vieira - Karetus - NEEV | - Pedro da Linha - Stereossauro - Tainá - Tatanka - Virgul - Viviane |

Pelo concurso de livre submissão pública:
- Miguel Marôco
- Pedro Gonçalves

### Canções
Cada canção tem a duração máxima de 3 minutos, podendo ser apresentada em português ou numa outra qualquer língua estrangeira.
| Intérprete             | Canção (tradução para português)               | Compositor               | Música e letra                                          |
| ---------------------- | ---------------------------------------------- | ------------------------ | ------------------------------------------------------- |
| Nadine                 | "Cheguei Aqui"                                 | Anne Victorino d'Almeida | Anne Victorino d'Almeida (m), Tiago Torres da Silva (l) |
| Carolina Deslandes     | "Por um Triz"                                  | Carolina Deslandes       | Carolina Deslandes                                      |
| Da Chick               | "I Got Music" (Eu Tenho a Música)              | Da Chick                 | Da Chick                                                |
| Fábia Maia             | "Dia Lindo"                                    | Fábia Maia               | Fábia Maia                                              |
| Sara Afonso            | "Contramão"                                    | Filipe Melo              | Filipe Melo (m), Teresa Sequeira (l)                    |
| Valéria                | "Na Mais Profunda Saudade"                     | Helder Moutinho          | Helder Moutinho                                         |
| IAN                    | "Mundo"                                        | IAN                      | IAN                                                     |
| IRMA                   | "Livros"                                       | IRMA                     | IRMA (m/l), PITY (m)                                    |
| Joana Alegre           | "Joana do Mar"                                 | Joana Alegre             | Joana Alegre                                            |
| Graciela               | "A Vida Sem Acontecer"                         | João Vieira              | João Vieira                                             |
| Karetus e Romeu Bairos | "Saudade"                                      | Karetus                  | Karetus, Romeu Bairos                                   |
| Miguel Marôco          | "Girassol"                                     | Miguel Marôco            | Miguel Marôco                                           |
| NEEV                   | "Dancing in the Stars" (A Dançar nas Estrelas) | NEEV                     | NEEV                                                    |
| EU.CLIDES              | "VOLTE-FACE"                                   | Pedro da Linha           | Pedro da Linha (m), TOTA (l)                            |
| Pedro Gonçalves        | "Não Vou Ficar"                                | Pedro Gonçalves          | Pedro Gonçalves                                         |
| mema.                  | "Claro Como Água"                              | Stereossauro             | Stereossauro (m), mema. (m/l)                           |
| Tainá                  | "Jasmim"                                       | Tainá                    | Tainá                                                   |
| The Black Mamba        | "Love is on My Side" (O Amor Está do Meu Lado) | Tatanka                  | Tatanka                                                 |
| Ariana                 | "Mundo Melhor"                                 | Virgul                   | Virgul (m/l), Alex d’Alva (l)                           |
| Ana Tereza             | "Com um Abraço"                                | Viviane                  | Viviane (m/l), Tó Viegas (m)                            |

## Semifinais
São 10 as canções a concurso em cada semifinal, das quais 5 passam à Grande Final. À semelhança do que acontece no Festival da Eurovisão, durante as semifinais foram reveladas apenas as 5 canções mais votadas e que ficaram apuradas para a Final, sem revelar as pontuações individuais. As pontuações obtidas pelas canções, tanto no voto do júri como no voto do público, foram reveladas apenas depois da Final.

### 1.ª semifinal
A primeira semifinal decorreu nos estúdios da RTP, em Lisboa, no dia 20 de fevereiro de 2021, e foi apresentada por Jorge Gabriel e Sónia Araújo, com Inês Lopes Gonçalves a cargo da green room.
Na emissão da semifinal, foram divulgados os cinco apurados para a grande final, sem serem revelados os resultados detalhados.
| Semifinal 1 – 20 de fevereiro 2021 | Semifinal 1 – 20 de fevereiro 2021 | Semifinal 1 – 20 de fevereiro 2021 | Semifinal 1 – 20 de fevereiro 2021 | Semifinal 1 – 20 de fevereiro 2021 | Semifinal 1 – 20 de fevereiro 2021 | Semifinal 1 – 20 de fevereiro 2021 | Semifinal 1 – 20 de fevereiro 2021 |
| #                                  | Intérprete                         | Canção                             | Pontuação                          | Pontuação                          | Pontuação                          | Posição                            | Resultado                          |
| #                                  | Intérprete                         | Canção                             | Júri                               | Televoto                           | Total                              | Posição                            | Resultado                          |
| ---------------------------------- | ---------------------------------- | ---------------------------------- | ---------------------------------- | ---------------------------------- | ---------------------------------- | ---------------------------------- | ---------------------------------- |
| 1                                  | The Black Mamba                    | "Love is on My Side"               | 10                                 | 12                                 | 22                                 | 1                                  | Finalista                          |
| 2                                  | Valéria                            | "Na Mais Profunda Saudade"         | 6                                  | 10                                 | 16                                 | 3                                  | Finalista                          |
| 3                                  | mema.                              | "Claro Como Água"                  | 2                                  | 1                                  | 3                                  | 10                                 | Eliminada                          |
| 4                                  | Nadine                             | "Cheguei Aqui"                     | 1                                  | 6                                  | 7                                  | 9                                  | Eliminada                          |
| 5                                  | Miguel Marôco                      | "Girassol"                         | 3                                  | 5                                  | 8                                  | 8                                  | Eliminada                          |
| 6                                  | Fábia Maia                         | "Dia Lindo"                        | 8                                  | 2                                  | 10                                 | 5                                  | Finalista                          |
| 7                                  | IRMA                               | "Livros"                           | 5                                  | 3                                  | 8                                  | 6                                  | Eliminada                          |
| 8                                  | Karetus e Romeu Bairos             | "Saudade"                          | 7                                  | 8                                  | 15                                 | 4                                  | Finalista                          |
| 9                                  | Sara Afonso                        | "Contramão"                        | 12                                 | 7                                  | 19                                 | 2                                  | Finalista                          |
| 10                                 | IAN                                | "Mundo"                            | 4                                  | 4                                  | 8                                  | 7                                  | Eliminada                          |

### 2.ª semifinal
A segunda semifinal decorreu nos estúdios da RTP, em Lisboa, no dia 27 de fevereiro de 2021, e foi apresentada  por José Carlos Malato e Tânia Ribas de Oliveira, com Inês Lopes Gonçalves a cargo da green room.
Na emissão da semifinal, foram divulgados os cinco apurados para a grande final, sem serem revelados os resultados detalhados.
| Semifinal 2 – 27 de fevereiro 2021 | Semifinal 2 – 27 de fevereiro 2021 | Semifinal 2 – 27 de fevereiro 2021 | Semifinal 2 – 27 de fevereiro 2021 | Semifinal 2 – 27 de fevereiro 2021 | Semifinal 2 – 27 de fevereiro 2021 | Semifinal 2 – 27 de fevereiro 2021 | Semifinal 2 – 27 de fevereiro 2021 |
| #                                  | Intérprete                         | Canção                             | Pontuação                          | Pontuação                          | Pontuação                          | Posição                            | Resultado                          |
| #                                  | Intérprete                         | Canção                             | Júri                               | Televoto                           | Total                              | Posição                            | Resultado                          |
| ---------------------------------- | ---------------------------------- | ---------------------------------- | ---------------------------------- | ---------------------------------- | ---------------------------------- | ---------------------------------- | ---------------------------------- |
| 1                                  | Da Chick                           | "I Got Music"                      | 1                                  | 5                                  | 6                                  | 10                                 | Eliminada                          |
| 2                                  | Tainá                              | "Jasmim"                           | 4                                  | 2                                  | 6                                  | 9                                  | Eliminada                          |
| 3                                  | Ariana                             | "Mundo Melhor"                     | 6                                  | 1                                  | 7                                  | 8                                  | Eliminada                          |
| 4                                  | EU.CLIDES                          | "VOLTE-FACE"                       | 10                                 | 3                                  | 13                                 | 4                                  | Finalista                          |
| 5                                  | Joana Alegre                       | "Joana do Mar"                     | 7                                  | 8                                  | 15                                 | 3                                  | Finalista                          |
| 6                                  | Pedro Gonçalves                    | "Não Vou Ficar"                    | 3                                  | 7                                  | 10                                 | 5                                  | Finalista                          |
| 7                                  | Ana Tereza                         | "Com um Abraço"                    | 5                                  | 4                                  | 9                                  | 6                                  | Eliminada                          |
| 8                                  | Carolina Deslandes                 | "Por um Triz"                      | 12                                 | 10                                 | 22                                 | 1                                  | Finalista                          |
| 9                                  | Graciela                           | "A Vida Sem Acontecer"             | 2                                  | 6                                  | 8                                  | 7                                  | Eliminada                          |
| 10                                 | NEEV                               | "Dancing in the Stars"             | 8                                  | 12                                 | 20                                 | 2                                  | Finalista                          |

## Final
Ao contrário do que tem sido habitual, a final teve lugar nos estúdios da RTP, em Lisboa, no dia 6 de março de 2021. Foi apresentada, pela terceira vez consecutiva, por Filomena Cautela e Vasco Palmeirim, com Inês Lopes Gonçalves a cargo da green room.
A ordem de atuação foi revelada no dia 1 de março no programa A Nossa Tarde, da RTP, sendo também abertas nesse dia as linhas do televoto.
| #  | Intérprete             | Canção                     | Pontuação | Pontuação | Pontuação | Posição |
| #  | Intérprete             | Canção                     | Júri      | Televoto  | Total     | Posição |
| -- | ---------------------- | -------------------------- | --------- | --------- | --------- | ------- |
| 1  | Karetus e Romeu Bairos | "Saudade"                  | 4         | 6         | 10        | 6       |
| 2  | Joana Alegre           | "Joana do Mar"             | 6         | 3         | 9         | 7       |
| 3  | Fábia Maia             | "Dia Lindo"                | 2         | 1         | 3         | 10      |
| 4  | Valéria                | "Na Mais Profunda Saudade" | 3         | 7         | 10        | 5       |
| 5  | Carolina Deslandes     | "Por um Triz"              | 12        | 8         | 20        | 2       |
| 6  | NEEV                   | "Dancing in the Stars"     | 5         | 12        | 17        | 3       |
| 7  | Pedro Gonçalves        | "Não Vou Ficar"            | 1         | 4         | 5         | 9       |
| 8  | Sara Afonso            | "Contramão"                | 8         | 5         | 13        | 4       |
| 9  | EU.CLIDES              | "VOLTE-FACE"               | 7         | 2         | 9         | 8       |
| 10 | The Black Mamba        | "Love is on My Side"       | 10        | 10        | 20        | 1       |

### Júri regional
Nesta edição, e como tem sido habitual, o júri regional foi dividido em 7 regiões: cinco de Portugal Continental, bem como as das Regiões Autónomas de Açores e Madeira.
| Região                | Jurado 1 (Porta-voz) | Jurado 2         | Jurado 3         |
| --------------------- | -------------------- | ---------------- | ---------------- |
| Centro                | Surma                | Rui Ferreira     | Toni Fortuna     |
| Lisboa e Vale do Tejo | Matay                | Pappilon         | Rita Redshoes    |
| Alentejo              | Tim                  | Ana Sofia Varela | Luís Trigacheiro |
| Algarve               | Aurea                | Napoleão Mira    | Teresa Aleixo    |
| Madeira               | Noémia Gonçalves     | João Borges      | Nuno Santos      |
| Açores                | Nelson Cabral        | Lúcia Moniz      | Rui Rufino       |
| Norte                 | Rui Massena          | Marta Ren        | Pedro Saraiva    |

#### Tabela de Votações
Para ver os nomes dos artistas e das respectivas canções, deverá colocar o cursor sobre as imagens numeradas de 1 a 10, que correspondem à ordem da atuação de cada canção na final do concurso.
| Ordem de Votação             | Distritos Votantes (Júris)      | Canções Pontuadas                                  | Canções Pontuadas                             | Canções Pontuadas                        | Canções Pontuadas                                    | Canções Pontuadas                                  | Canções Pontuadas                             | Canções Pontuadas                                 | Canções Pontuadas                         | Canções Pontuadas                        | Canções Pontuadas                                      |
| Ordem de Votação             | Distritos Votantes (Júris)      | Artista: Karetus e Romeu Bairos/ Canção: "Saudade" | Artista: Joana Alegre/ Canção: "Joana do Mar" | Artista: Fábia Maia/ Canção: "Dia Lindo" | Artista: Valéria/ Canção: "Na Mais Profunda Saudade" | Artista: Carolina Deslandes/ Canção: "Por um Triz" | Artista: NEEV/ Canção: "Dancing in the Stars" | Artista: Pedro Gonçalves/ Canção: "Não Vou Ficar" | Artista: Sara Afonso/ Canção: "Contramão" | Artista: EU.CLIDES/ Canção: "VOLTE-FACE" | Artista: The Black Mamba/ Canção: "Love is on My Side" |
| ---------------------------- | ------------------------------- | -------------------------------------------------- | --------------------------------------------- | ---------------------------------------- | ---------------------------------------------------- | -------------------------------------------------- | --------------------------------------------- | ------------------------------------------------- | ----------------------------------------- | ---------------------------------------- | ------------------------------------------------------ |
| 1                            | Centro                          | 5                                                  | 10                                            | 2                                        | 4                                                    | 7                                                  | 3                                             | 1                                                 | 8                                         | 6                                        | 12                                                     |
| 2                            | Lisboa e Vale do Tejo           | 4                                                  | 7                                             | 2                                        | 3                                                    | 12                                                 | 8                                             | 1                                                 | 5                                         | 6                                        | 10                                                     |
| 3                            | Alentejo                        | 2                                                  | 12                                            | 5                                        | 8                                                    | 10                                                 | 1                                             | 3                                                 | 7                                         | 6                                        | 4                                                      |
| 4                            | Algarve                         | 3                                                  | 4                                             | 2                                        | 5                                                    | 10                                                 | 7                                             | 1                                                 | 8                                         | 6                                        | 12                                                     |
| 5                            | Madeira                         | 4                                                  | 5                                             | 1                                        | 2                                                    | 10                                                 | 8                                             | 3                                                 | 7                                         | 6                                        | 12                                                     |
| 6                            | Açores                          | 10                                                 | 3                                             | 1                                        | 4                                                    | 8                                                  | 7                                             | 2                                                 | 12                                        | 5                                        | 6                                                      |
| 7                            | Norte                           | 1                                                  | 3                                             | 6                                        | 2                                                    | 10                                                 | 4                                             | 5                                                 | 8                                         | 12                                       | 7                                                      |
| Resultados Parciais Júri     | Pontuação: votos                | 29                                                 | 44                                            | 19                                       | 28                                                   | 67                                                 | 38                                            | 16                                                | 55                                        | 47                                       | 63                                                     |
| Resultados Parciais Júri     | Pontuação: 50% Júri             | 4                                                  | 6                                             | 2                                        | 3                                                    | 12                                                 | 5                                             | 1                                                 | 8                                         | 7                                        | 10                                                     |
| Resultados Parciais Júri     | Lugar só com votação do Júri    | 7.º                                                | 5.º                                           | 9.º                                      | 8.º                                                  | 1.º                                                | 6.º                                           | 10.º                                              | 3.º                                       | 4.º                                      | 2.º                                                    |
| Resultados Parciais Televoto | Pontuação: votos                | 6                                                  | 3                                             | 1                                        | 7                                                    | 8                                                  | 12                                            | 4                                                 | 5                                         | 2                                        | 10                                                     |
| Resultados Parciais Televoto | Lugar só com Televoto           | 5.º                                                | 8.º                                           | 10.º                                     | 4.º                                                  | 3.º                                                | 1.º                                           | 7.º                                               | 6.º                                       | 9.º                                      | 2.º                                                    |
| Desfecho                     | Pontos Totais (Júri + Televoto) | 10                                                 | 9                                             | 3                                        | 10                                                   | 20                                                 | 17                                            | 5                                                 | 13                                        | 9                                        | 20                                                     |
| Desfecho                     | Lugar                           | 6.º                                                | 7.º                                           | 10.º                                     | 5.º                                                  | 2.º                                                | 3.º                                           | 9.º                                               | 4.º                                       | 8.º                                      | 1.º                                                    |
|                              |                                 | Artista: Karetus e Romeu Bairos/ Canção: "Saudade" | Artista: Joana Alegre/ Canção: "Joana do Mar" | Artista: Fábia Maia/ Canção: "Dia Lindo" | Artista: Valéria/ Canção: "Na Mais Profunda Saudade" | Artista: Carolina Deslandes/ Canção: "Por um Triz" | Artista: NEEV/ Canção: "Dancing in the Stars" | Artista: Pedro Gonçalves/ Canção: "Não Vou Ficar" | Artista: Sara Afonso/ Canção: "Contramão" | Artista: EU.CLIDES/ Canção: "VOLTE-FACE" | Artista: The Black Mamba/ Canção: "Love is on My Side" |
| Canções Pontuadas            |                                 |                                                    |                                               |                                          |                                                      |                                                    |                                               |                                                   |                                           |                                          |                                                        |

Legenda :
- Vencedor
- 2.° lugar
- Último lugar

## Audiências
| Gala            | Data                    | Audiência   | Audiência | Audiência | Ref.   |
| Gala            | Data                    | Espetadores | Rating    | Share     | Ref.   |
| --------------- | ----------------------- | ----------- | --------- | --------- | ------ |
| Semifinal 1     | 20 de fevereiro de 2021 | 666.900     | 7,0       | 12,5      | [ 14 ] |
| Semifinal 2     | 27 de fevereiro de 2021 | 534.000     | 5,6       | 10,6      | [ 15 ] |
| Final           | 6 de março de 2021      | 652.000     | 6,9       | 14,5      | [ 16 ] |
| Audiência Media | Audiência Media         | 617.600     | 6,5       | 12,53     |        |